# Zdolbuniv (huyện)
Huyện Zdolbuniv (tiếng Ukraina: Здолбунівський район, chuyển tự: Zdolbunivs’kyi raion) là một huyện của tỉnh Rivne thuộc Ukraina. Huyện Zdolbuniv có diện tích 659 km², dân số theo điều tra dân số ngày 5 tháng 12 năm 2001 là 58805 người với mật độ 89 người/km2. Trung tâm huyện nằm ở Zdolbuniv.